# Rathaus (Freiburg im Breisgau)

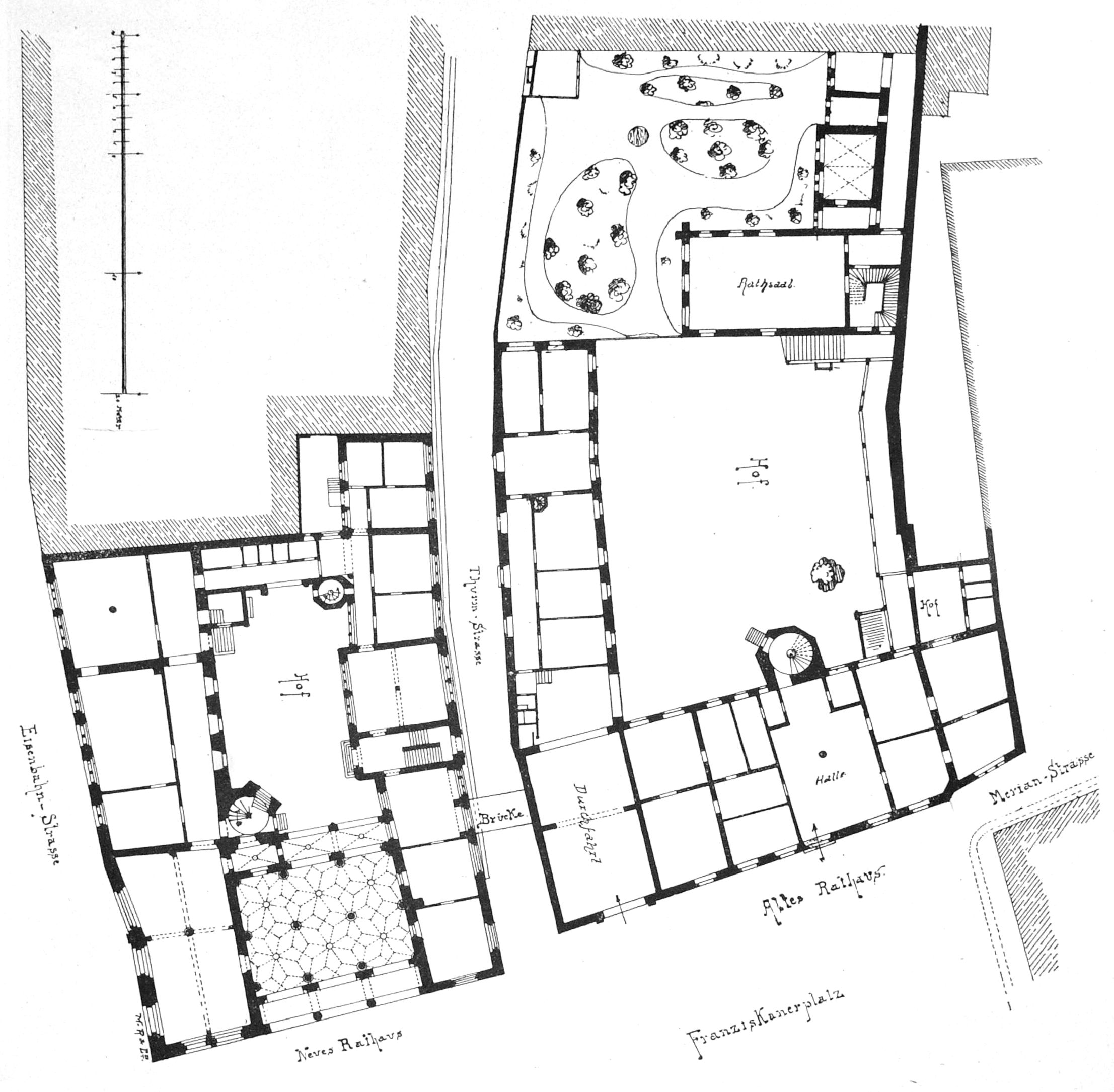
Früherer Grundriss der drei ältesten Rathäuser vor 1944 mit Turmstraße (Mitte) und Rathausplatz (unten)

Das Rathaus in Freiburg im Breisgau verteilt sich hauptsächlich auf das Alte Rathaus und das Neue Rathaus in der Altstadt sowie das Rathaus im Stühlinger. Das älteste Rathaus Freiburgs ist die Gerichtslaube, sie gehört zum Gebäudekomplex des Alten Rathauses, befindet sich in dessen Innenhof und ist direkt mit diesem verbunden. Ein Übergang vom Neuen Rathaus zum Alten Rathaus überspannt die Turmstraße zwischen den beiden Gebäuden. Die drei Rathäuser bilden einen Komplex, wobei die drei Einzelgebäude als Baudenkmäler in den Denkmallisten des Landes eingetragen sind.

## Altes Rathaus

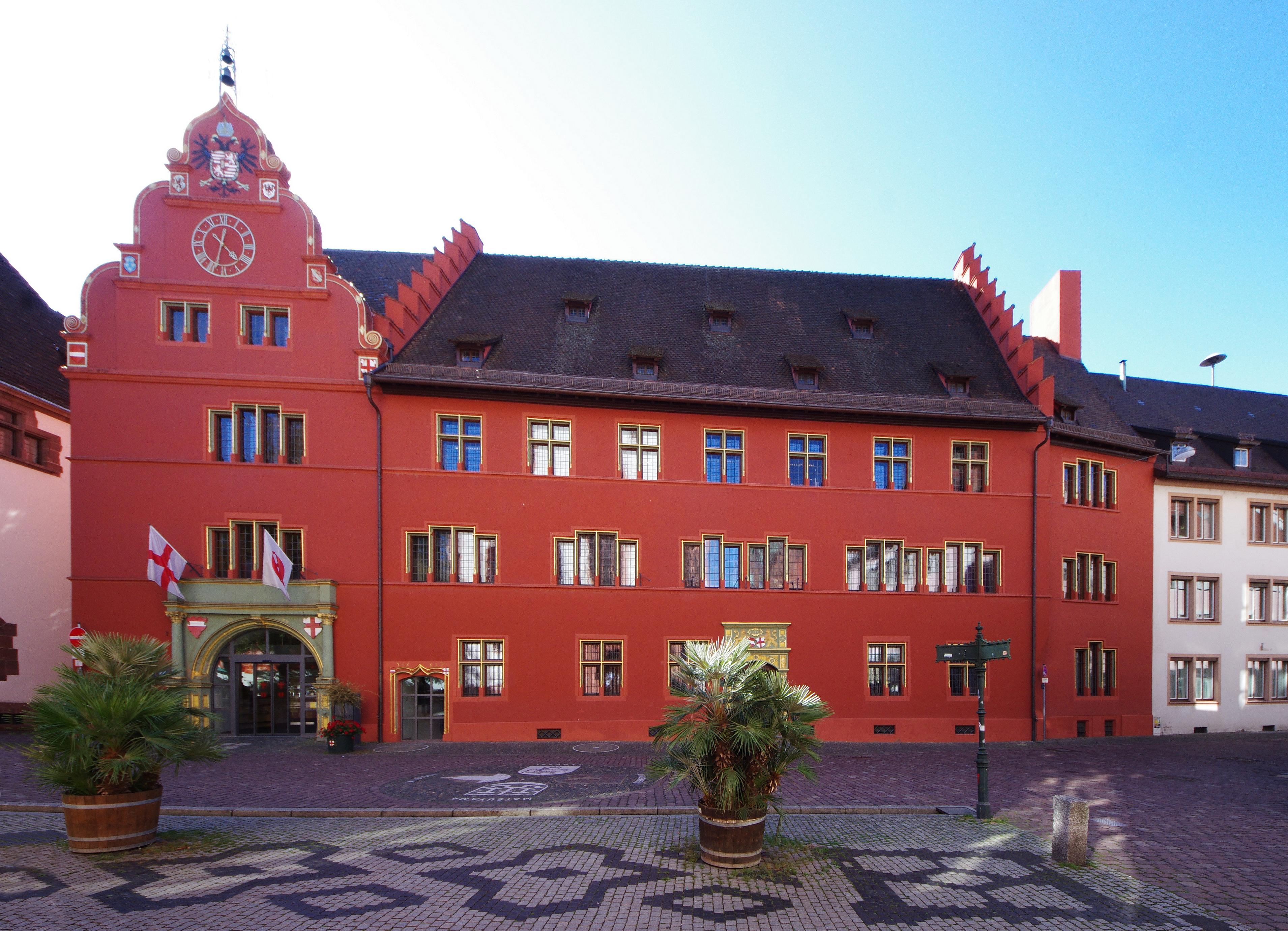
Altes Rathaus (2011)

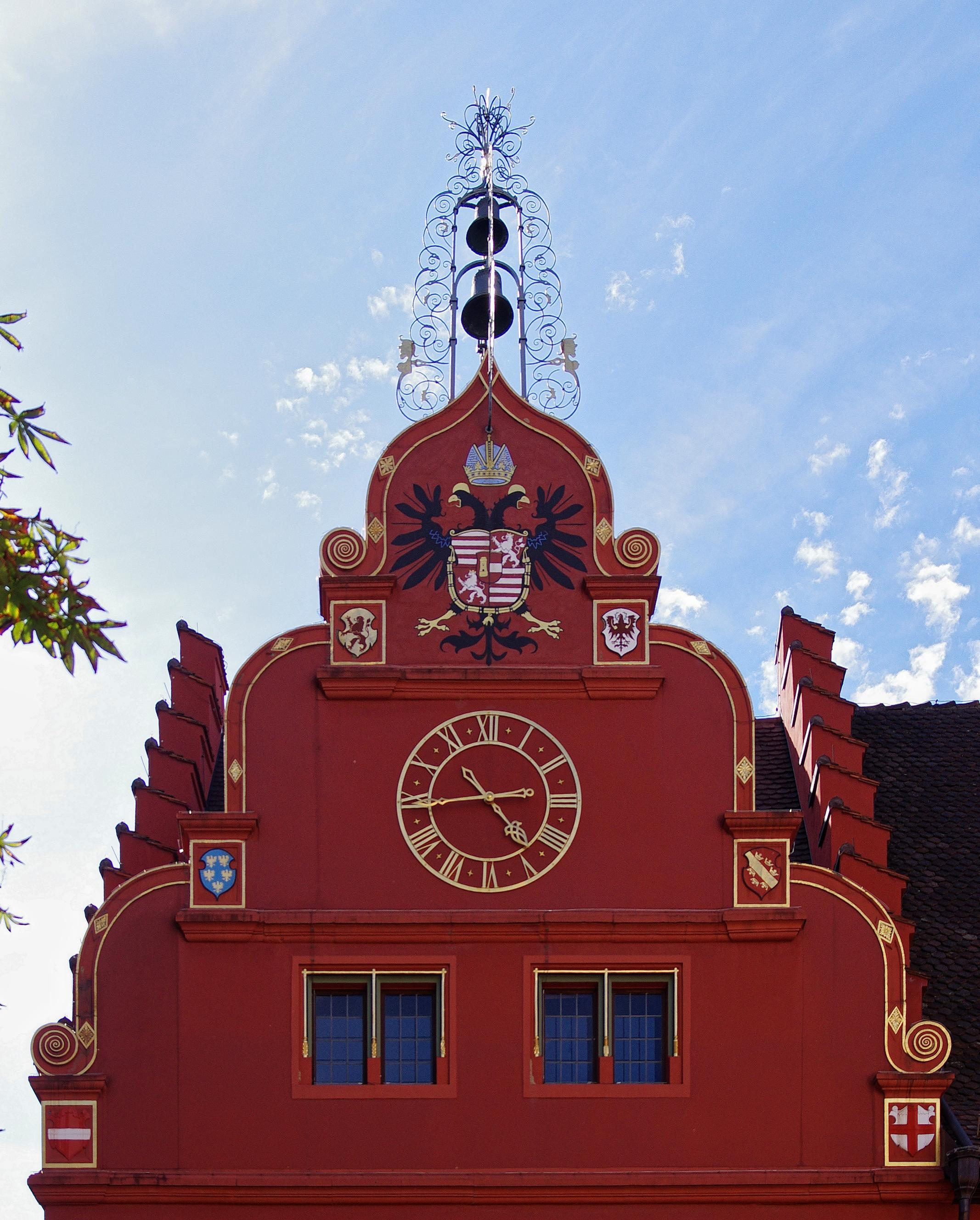
Wappen am Giebel des Alten Rathauses

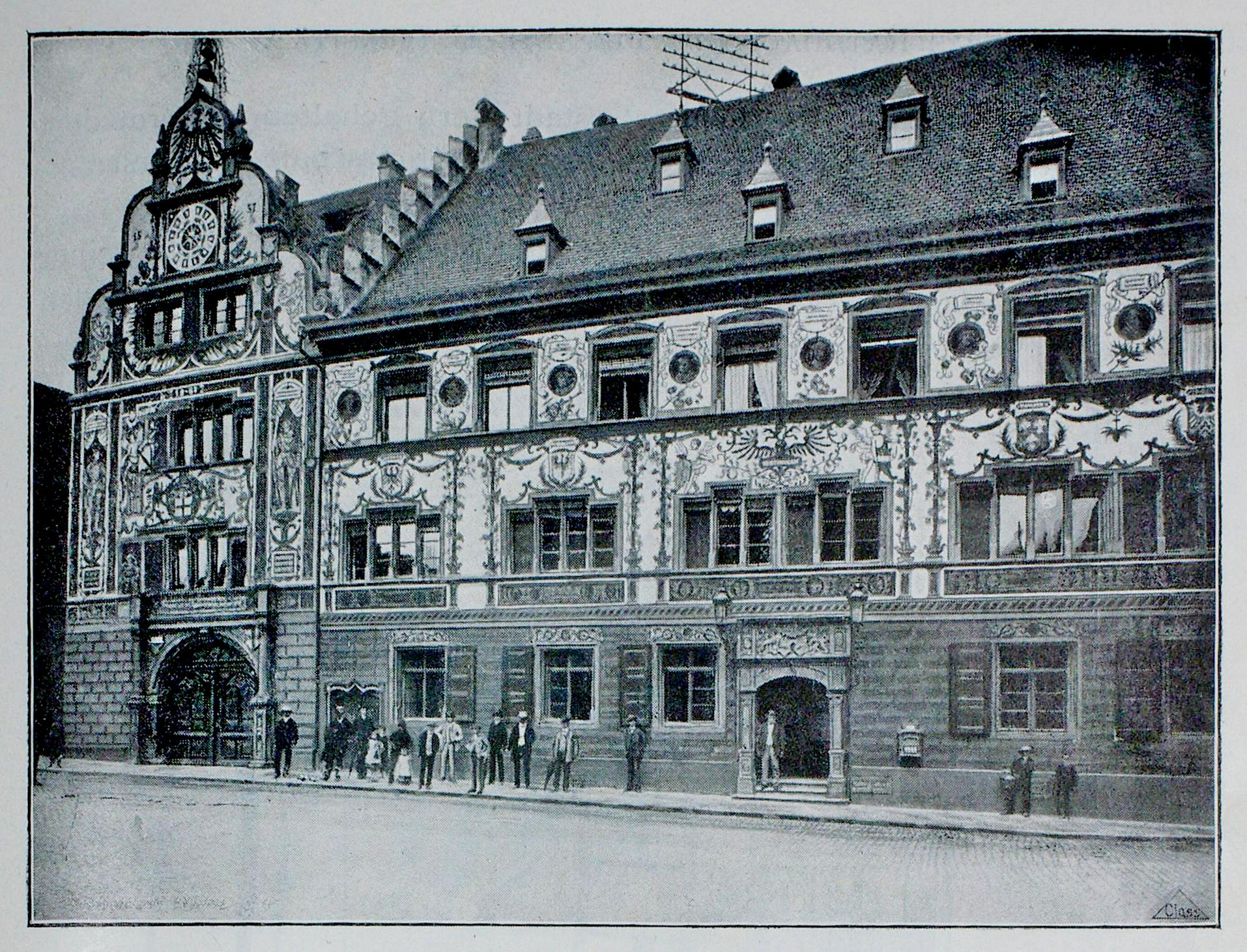
Die zweite Fassung der Fassadenbemalung von Fritz Geiges

Schon zu Anfang des 14. Jahrhunderts kaufte die Stadt Freiburg ein Gebäude am Franziskanerplatz, heute Rathausplatz, dem noch zwei weitere daneben liegende folgten, um dort die Kanzlei des Stadtschreibers einzurichten. In den Gerichtsurkunden aus den Jahren 1443 bis 1479 wird ein Richthaus erwähnt, welches in diesen Gebäuden untergebracht war. Im Jahr 1557 wurden der Baumeister Dietrich Neeb und der Maurermeister Barthlin Ress vom Rat beauftragt, auf den Grundstücken ein neues Gebäude zu errichten. Dieser Neubau wurde 1561 nach Norden um ein Gebäude erweitert, dem 1600 noch ein weiteres in der Turmstraße folgte. Auch wenn die Gebäude durch eine einheitliche Fassade zusammengefasst sind, lassen sich daran die verschiedenen Bauphasen ausmachen.
Das Gebäude ▼ von 1557/1559 hat eine asymmetrische Anordnung der Bauachsen, die auch heute noch gut erkennbar ist. Das Erdgeschoss hat drei Eingänge. Das Hauptportal rechts im Renaissancestil ist auf das Jahr 1558 datiert. Zwei Löwen halten das Stadtwappen von Freiburg und den Bindenschild von Österreich. Ganz links dient die ehemalige von einem Renaissancebogen umrahmte Durchfahrt in den Rathaushof heute als Haupteingang in das Gebäude. Über dem Bogen befindet sich eine Uhr gekrönt vom Doppeladler des Heiligen Römischen Reiches mit den Wappen Ungarns und Böhmens sowie unter dem Herzschild denen Österreichs und Kastiliens. Weitere Wappen am Giebel über dem Haupteingang erinnern an die verschiedenen Herrscher in Freiburg: Rechts oben befindet sich der rote Adler der Zähringer (1091–1218), daneben der Löwe der Grafen von Urach, die als Grafen von Freiburg (1218–1368) den Adler der Zähringer übernahmen. In der Mitte links findet sich das Landeswappen der habsburgischen Erblande das sogenannte Lerchenwappen, wobei es sich eigentlich um fünf Adler auf blauem Grunde handelt, die für verschiedene Länder stehen. Die Habsburger herrschten in Freiburg von 1368 bis 1806 mit einer Unterbrechung durch Frankreich von 1677 bis 1697 symbolisiert mit dem Wappen des Elsass in der Mitte rechts. Schließlich sind unten links der Bindenschild des Hauses Österreich und rechts das Wappen Freiburgs, das Georgskreuz, angebracht.
Galienus Entringer bemalte 1559 die Hauptfassade des Alten Rathauses mit Szenen eines Totentanzes, doch musste er auf Geheiß des Rates seine Wandmalerei schon 1560 durch ein Historiengemälde mit Szenen aus dem Leben Philipps von Macedonien ersetzen. Fritz Geiges ersetzte 1881 die neogotische Freskierung Simon Gösers von 1810 durch Malereien im Stile der Renaissance, die aber wegen Schäden schon nach sechs Jahren, also 1886, überarbeitet werden mussten. Nach der Zerstörung durch den Brand im November 1944 ist das Gebäude heute in einem einheitlichen Sandsteinrot verputzt, die Fensterrahmen sind schwarzgold gefasst mit bunten Portalen.
Beim Luftangriff von 1944 brannte das alte Rathaus völlig aus und so ging auch die Innenausstattung verloren. Beim Wiederaufbau 1949 bis 1954 wurde auf moderne Materialien gesetzt, außerdem wurde das Alte Rathaus 1953 bis 1958 durch 3 Flügel zur Gauchstraße hin erweitert in dem damals üblichen klaren funktionalen Baustil. Durch den Neubau blieb von der ursprünglichen Bebauung nur die Nonnengruft des Klarissenklosters erhalten. Dieser Konvent war von 1672 bis zu seiner Aufhebung 1782 im ehemaligen Regelhaus „zum Lämmlein“ untergebracht, danach wurden die Gebäude vom Heilig-Geist-Spital genutzt. Der Neubau stellte außerdem eine Verbindung zur Gerichtslaube her.

## Neues Rathaus

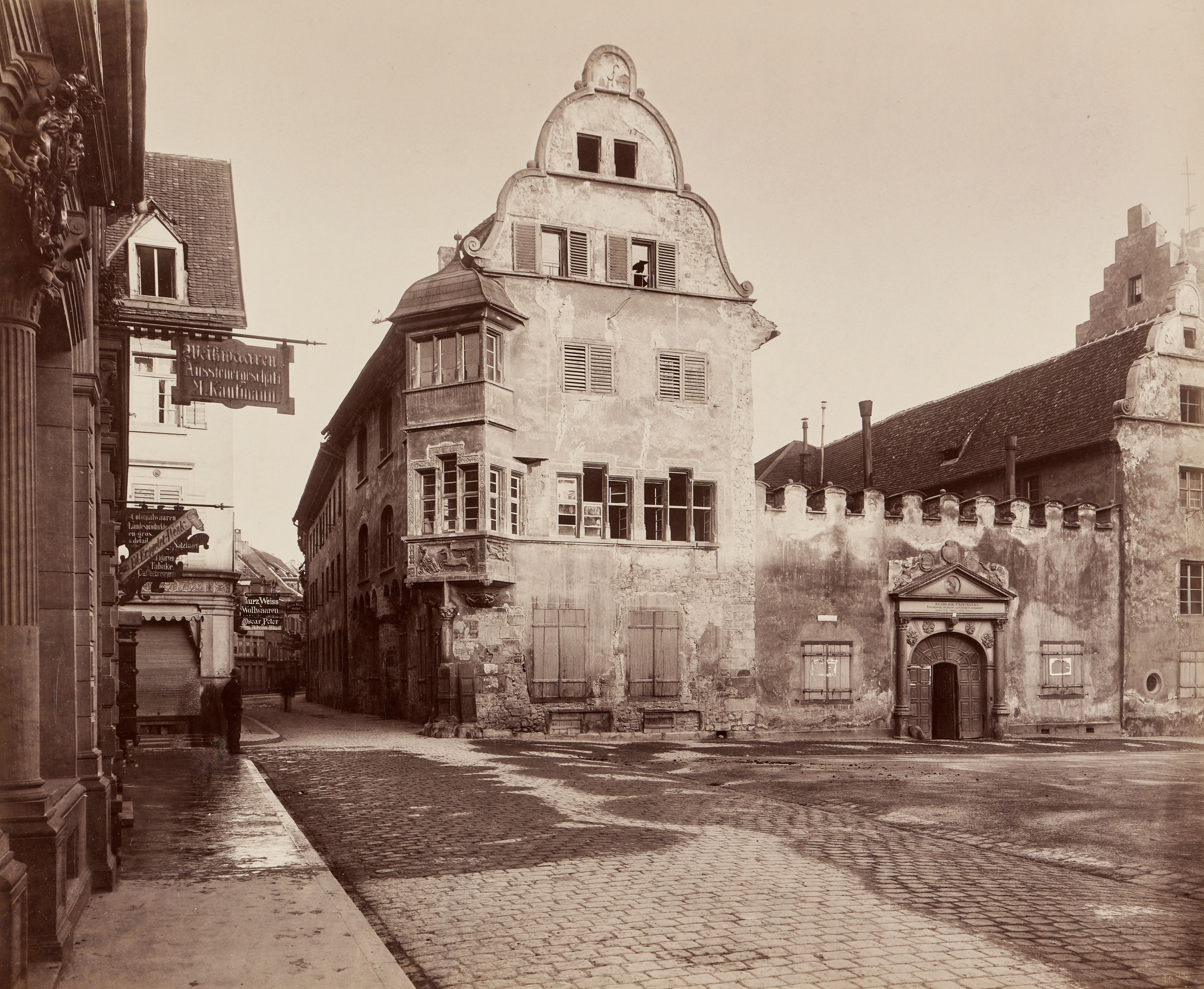
Alte Universität (1895)

Die Ursprünge des Neuen Rathauses ▼ gehen auf ein Doppelhaus zurück. Das linke, Zum Rechen, ließ sich der Mediziner Joachim Schiller von Herdern zwischen 1539 und 1545 errichten. Die Universität erwarb 1595 das benachbarte Haus Zum Phönix und verband es mit dem Haus Zum Rechen. Als Verbindung zwischen den Gebäuden wählte man ein repräsentatives giebelgeschmücktes Säulenportal mit der Inschrift Academia friburgensis. Der so entstandene Gebäudekomplex diente der Universität bis 1774 als Collegium Universitatis. Nach Aufhebung des Jesuitenordens erhielt die Universität neue Kollegiengebäude an der Bertoldstraße. Darauf zogen aus dem Gebäude am Franziskanerplatz die Verwaltung und drei der vier Fakultäten aus. Es blieben allein die Mediziner zurück, später kamen die Naturwissenschaften hinzu. Das Gebäude hieß seitdem entweder Alte Universität, Altes Kollegium oder Alte Anatomie. 1867 zogen die Mediziner in Neubauten nördlich der Stadt, wo dann auch das neue Universitätsviertel entstand. Anfang des 18. Jahrhunderts wurde im Rahmen eines Umbaus im Südflügel das Auditorium maximum geschaffen, das mit seinem prachtvollen Deckenstuck als einer der schönsten Räume der Barockzeit in Freiburg gilt. 1779 wurde im Nordflügel ein runder Hörsaal für anatomische Vorlesungen eingebaut, das Theatrum Anatomicum.

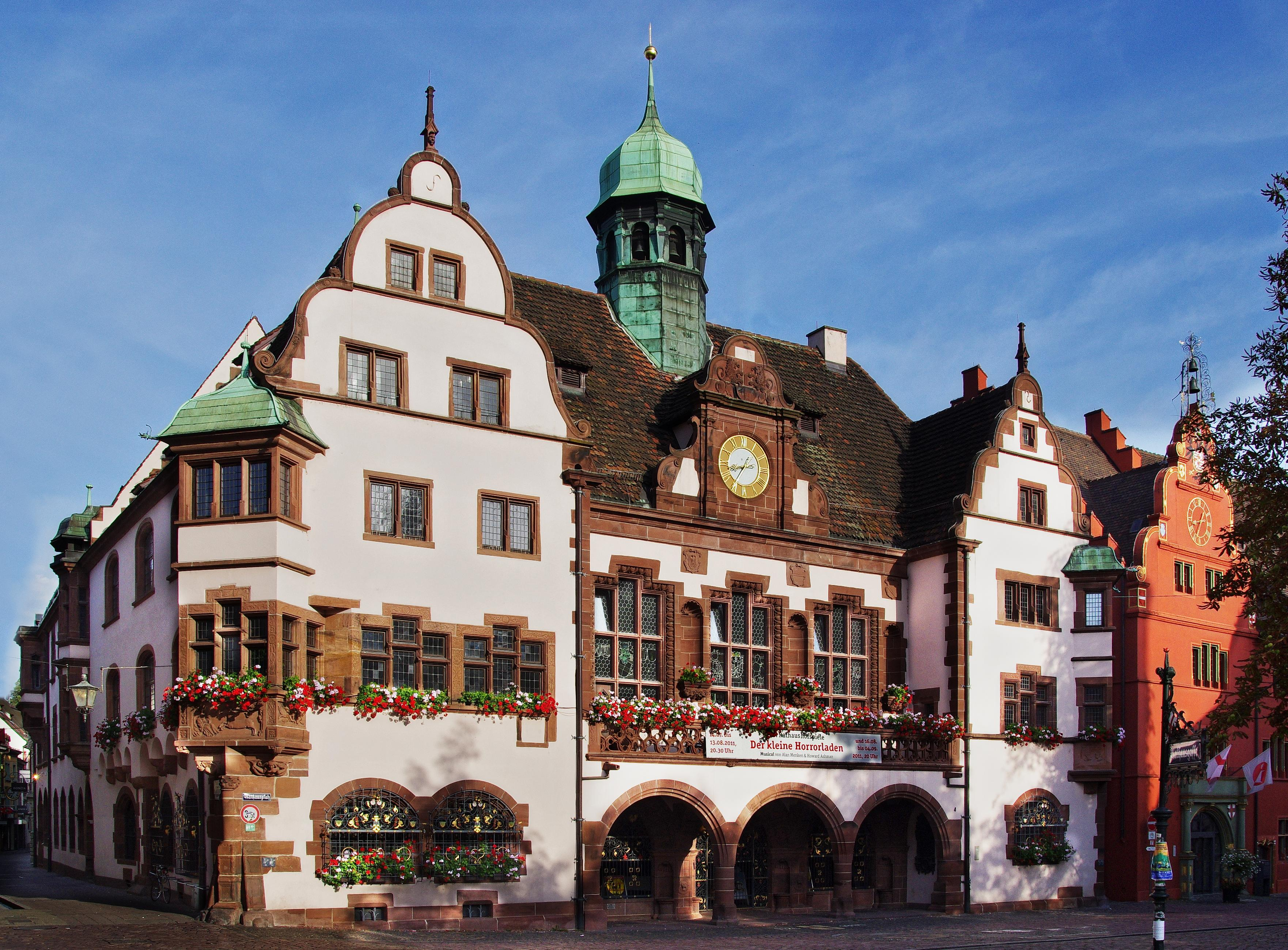
Neues Rathaus mit Glockentürmchen

Nach über 300 Jahren im Universitätsbesitz kaufte die Stadt 1896 das Gebäude für 140 Mark und baute es bis 1901 zum Neuen Rathaus um, dabei wurden größere Fenster sowie Balkone und Erker angebaut. Gründe waren der Platzmangel und eine Art Denkmalschutz im Alten Rathaus als Denkmal einer vergangenen Kunst; außerdem wollte die Stadt den Abriss des Gebäudes verhindern und damit Grundstücksspekulationen vorbeugen. Der Umbau war mit schweren Eingriffen in die Bausubstanz verbunden.
Die Hauswappen über den Figurennischen über dem Balkon verweisen noch auf die von Fridolin Dietsche entworfenen Fürstenstandbilder, die im Zweiten Weltkrieg eingeschmolzen wurden. Sie stellten den jeweils ersten Fürsten der Häuser dar, von denen die Stadt regiert wurde: Herzog Konrad von Zähringen, Graf Egino I. von Urach-Freiburg, Herzog Leopold III. von Österreich und Großherzog Karl Friedrich von Baden.

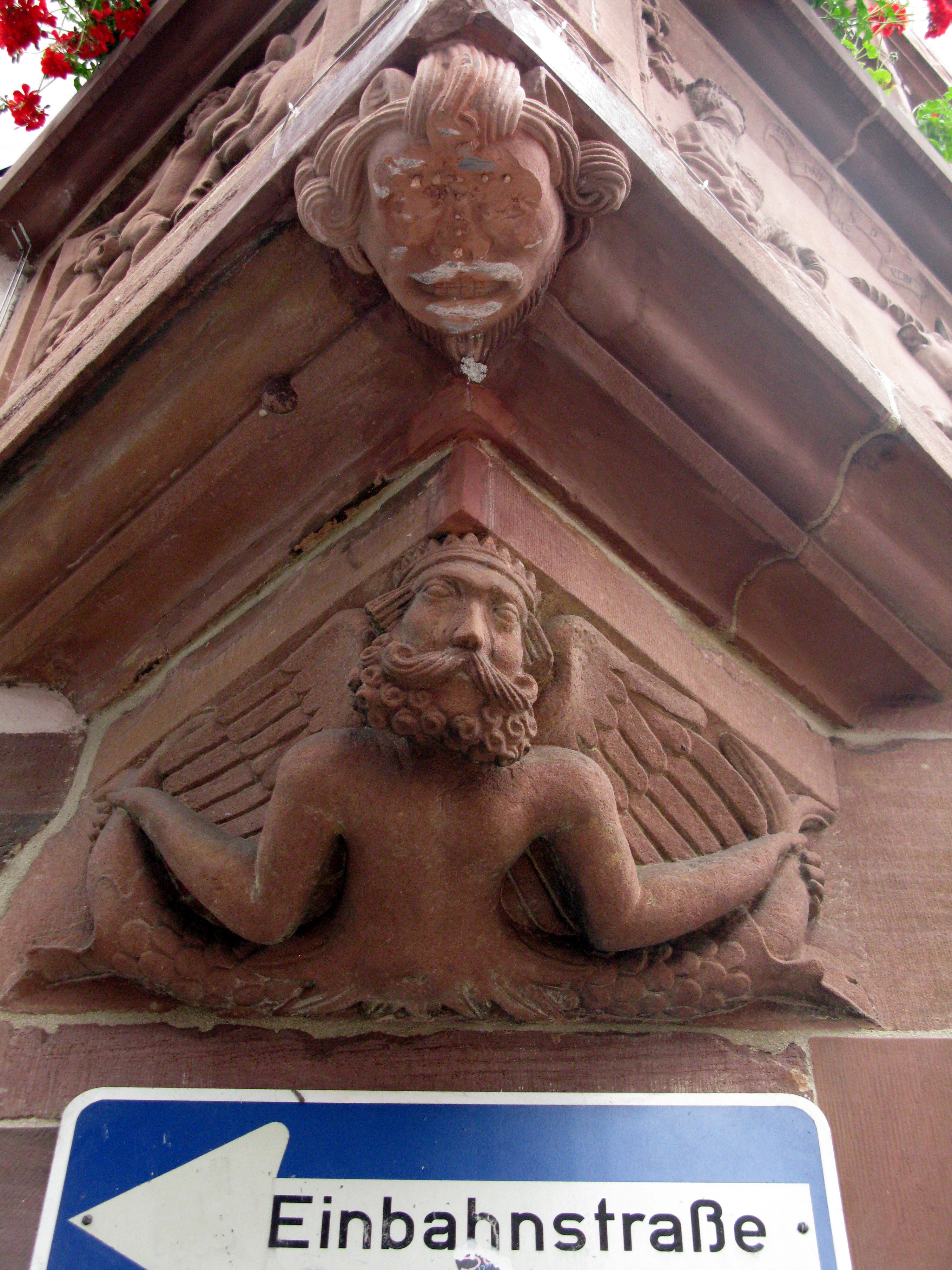
Oben: lädierte Erkerfigur

Immer wieder wurde die zu Boden blickende Figur am Einhornerker an der Ecke Rathausplatz / Rathausgasse von Lastkraftwagen im Lieferverkehr beschädigt und musste in aufwendiger Arbeit von Steinmetzen rekonstruiert werden. Im Jahr 2012 wurde das komplette Gesicht als Abguss ausgetauscht.
Heute finden in den Sommermonaten im Innenhof des Neuen Rathauses Theateraufführungen statt.
2018 wurde im Neuen Ratssaal das Mobiliar und die Technik aus den 1970er Jahren erneuert. Gleichzeitig wurde auch die zehn Jahre dauernde Energie- und Brandschutzsanierung des Neuen Rathauses für 2,7 Millionen Euro abgeschlossen. Betroffen waren der Neue und der Alte Ratssaal inklusive Cafeteria, das Trauzimmer, die Aula, die Erkerzimmer sowie vier über der Cafeteria liegende Büros.

### Glockenspiel
Der Stadtrat beschloss am 21. September 1898 in das Neue Rathaus eine Turmuhr und ein Glockenspiel einzubauen. Die Turmuhr wurde von Benedict Schneider & Söhne in Schonach geliefert, das Glockenspiel nach umfangreichen Wirren und Streitereien von der Firma Welte & Söhne zum vergleichsweise niedrigen Preis von 8.000 Mark, obwohl Welte keinerlei Erfahrung mit Glockenspielen hatte und sogar noch das Reinstimmen der Glocken übernahm. Die ursprünglichen 18 Glocken zum Preis von 1234,20 Mark sowie vier weitere wurden von der Glockengießerei Firmin Causard in Colmar geliefert. Diese 22 Melodieglocken sind mit je zwei Anschlaghämmern ausgestattet, wodurch eine schnellere Tonfolge möglich ist. Zwei weitere Glocken unbekannter Herkunft dienen dem Stunden- und Viertelstundenschlag. Die Gesamtgewicht der Glocken ist umstritten. Die Zeitschrift für Instrumentenbau vom 21. August 1901 gab an, „dass die grösste Glocke ein Gewicht von 350 kg, die kleinste eines von 6 kg besitzen soll.“
Das Spielwerk nutzt die von Welte im Orchestrionbau entwickelten Techniken. Es wird von hölzernen Stiftwalzen gesteuert, wie sie seit den 1860er Jahren von Welte in ihren Instrumenten verbaut wurden. Es wurden fünf Walzen mit je sieben Musikstücken von jeweils 1 bis 1,5 Minuten Länge geliefert. Die Übertragung von den Walzen zu den Glocken erfolgt nicht mechanisch, sondern pneumatisch, also durch ein mit Saugluft gesteuertes System von Bälgen und Ventilen. Da das Glockenspiel keinen Spieltisch hat, kann es nicht manuell gesteuert werden.
Das Glockenspiel wurde am 14. Oktober 1901 mit einem Festakt eingeweiht. Durch die Klimaeinflüsse auf dem Dachboden waren 1933 die Stiftwalzen aus Holz so beschädigt, dass ein Betrieb nicht mehr möglich war. Obwohl Welte als Pionier der Musiksteuerung durch gelochte Papierstreifen seit den 1880er Jahren technologisch führend war, hatte sie in diesem Bereich noch die Holzwalzen eingesetzt. So ließ Karl Bockisch, der seit 1932 das Unternehmen M. Welte & Söhne GmbH alleine führte, auf eigene Kosten einen Spielapparat für Papierrollen zusätzlich einbauen. Dieser entspricht im Wesentlichen denen für das Reproduktionsklavier Welte-Mignon. Auch die Stiftwalzen wurden wieder instand gesetzt. Damals wurden auch nationalsozialistische Melodien wie das Horst-Wessel-Lied oder 1940 „Wir fahren nach Engelland“ in die Papierrollen gestanzt. Im Zweiten Weltkrieg, als das Glockenspiel wie auch schon im Ersten Weltkrieg nicht gespielt wurde, wurde es wie das Rathaus erheblich beschädigt. Zwar erklang es in der Silvesternacht 1946 unter großer Anteilnahme der Freiburger Bürger wieder, doch erst im September 1947 war es vorläufig repariert. Verschiedene Unternehmen übernahmen in Nachfolge von Welte die Wartung und Reparatur, zuletzt die Waldkircher Orgelbauwerkstatt Jäger & Brommer. 1977 wollte der Baden-Badener Sammler Jan Brauers das Glockenspiel für seine Privatsammlung erwerben. In den 1980er Jahren empfahl ein Gutachter die Verschrottung des Glockenspiels.

Heute kann das Glockenspiel mit Notenrollen aus Papier, Stiftwalzenrollen oder per MIDI-Computer gesteuert werden und wird noch immer montags bis freitags von den Hausmeistern, je nach Spieldauer der Lieder, zwischen 11.45 Uhr und 11.50 Uhr in Gang gesetzt. 1980 ließen die Freiburger Narrenzunft der „Fasnetsrufer“ von dem Musikzeichner Otto Wernet aus Waldkirch eine Rolle mit dem „Flecklehäs-Lied“ und dem „Helegele-Marsch“ anfertigen.

## Gerichtslaube

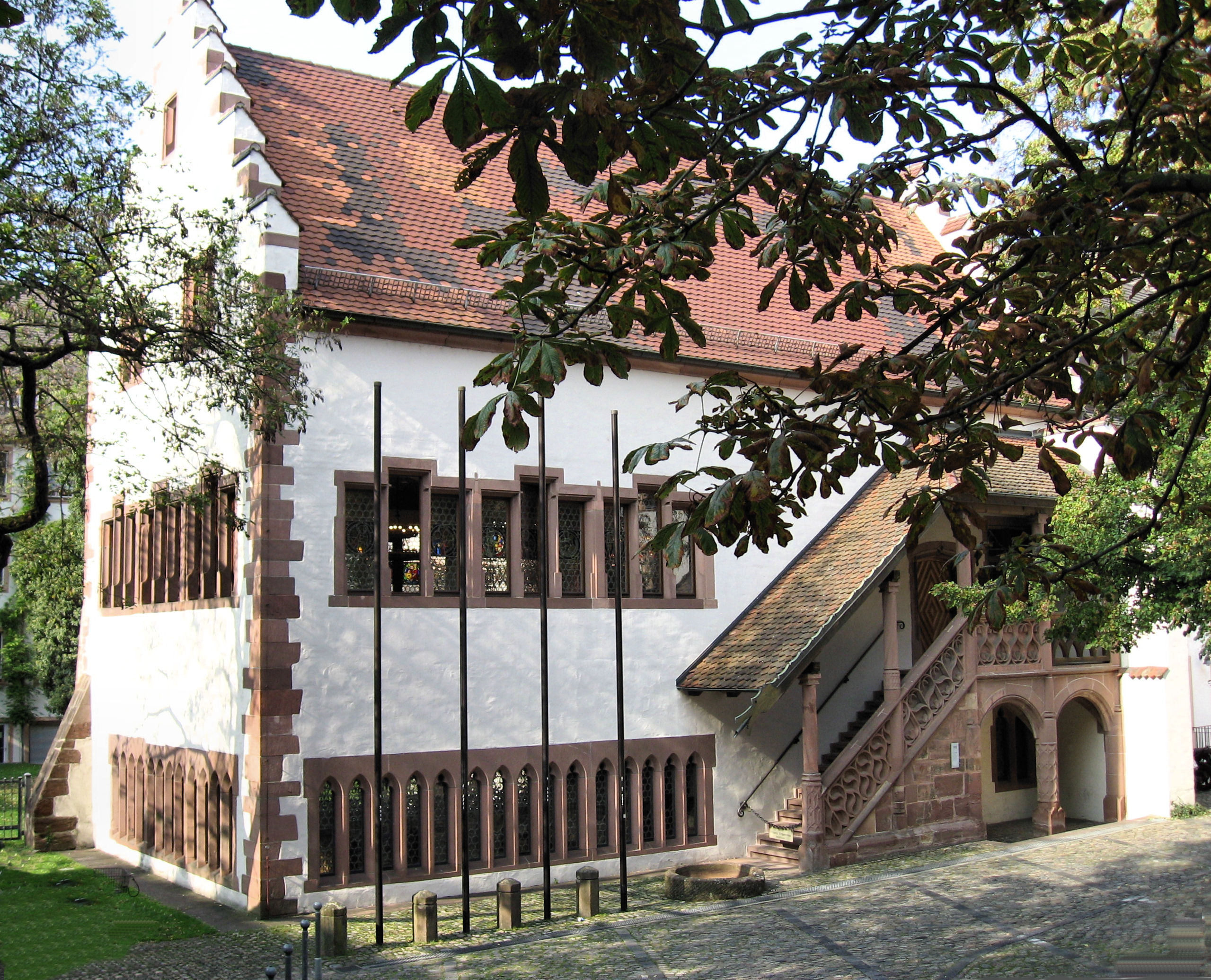
Die Gerichtslaube

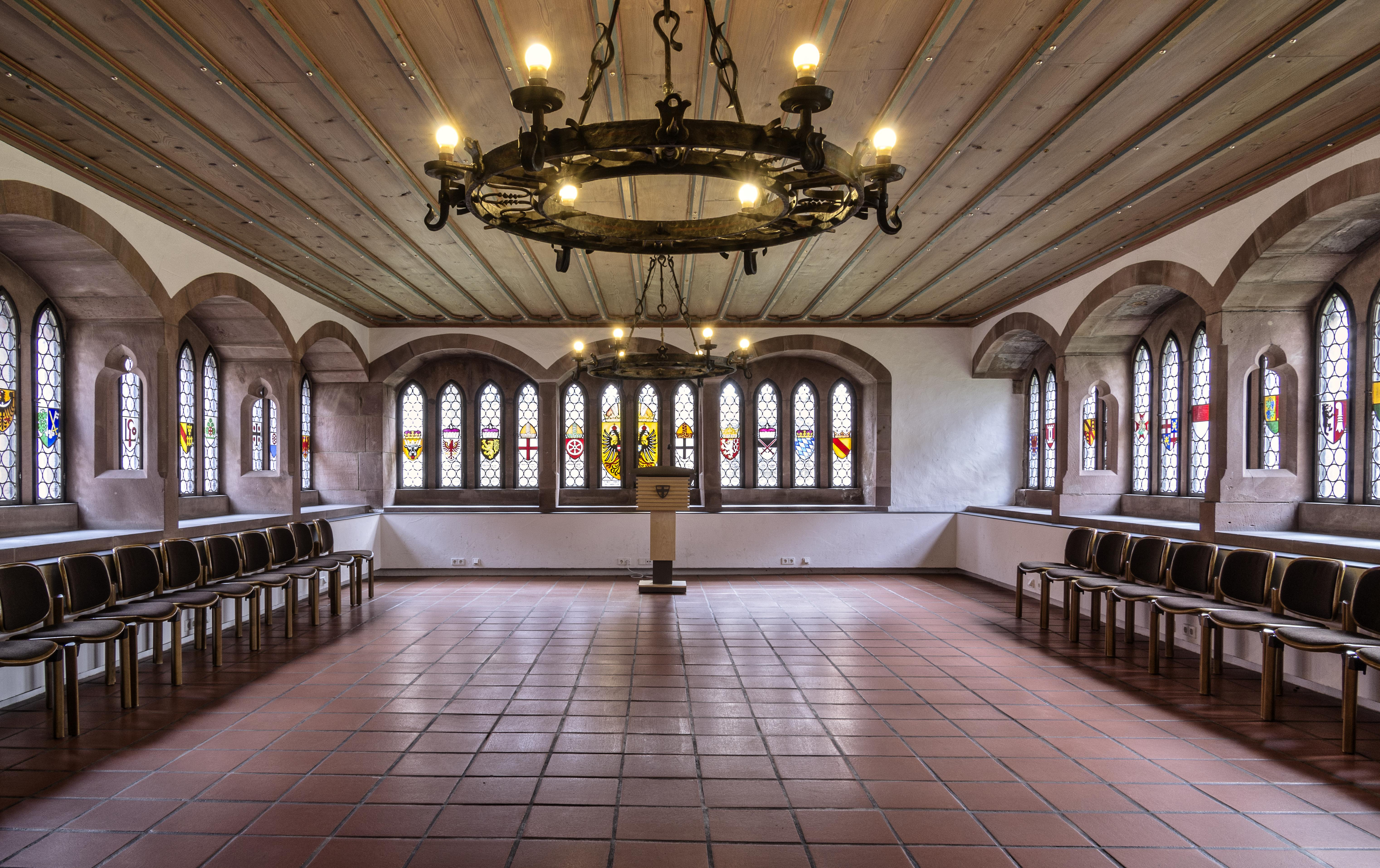
Der untere Saal

Die Gerichtslaube ▼ ist das älteste Rathaus Freiburgs, sie ist erstmals 1328 als Ratsstubenbau urkundlich belegt, wird aber erst seit dem 16. Jahrhundert als Gerichtslaube bezeichnet.
Eine erstmals 1280 urkundlich nachgewiesene Gerichtslaube, in der für jedermann zugänglich das städtische Schultheißengericht tagte, stand nördlich der Kreuzung der „Großen Gaß“ mit der Salzstraße „an dem Vischmerket“ der heutigen Kaiser Joseph Straße.
Ab 1480 diente das ehemals freistehende Giebelhaus der Ratsstube dann auch als Gerichtslaube mit einem Versammlungssaal und einem Gefängnis im Keller. Das Gericht tagte nun regelmäßig in der unteren Stube, davor war sie nur im Winter so genutzt worden. In dieser neuen Gerichtslaube trafen sich die führenden Freiburger Bürger und Adligen. Historische Bedeutung erlangte das Gebäude 1498 als König Maximilian I. den Reichstag zu Freiburg einberief. Die Herren mussten ihre Sitzungen in diesem beengten Lokal abhalten, da das größere Kornhaus am Münsterplatz nicht fertig war. Die Gerichtslaube wurde ab Anfang 1546 durch Jörg Sorger umgebaut und das Obergeschoss, welches wahrscheinlich in Fachwerk ausgeführt war, durch einen Steinbau ersetzt und vergrößert. Diese Etage ist durch eine repräsentative Außentreppe erreichbar und diente den Freiburgern als Ratssaal bis zum Jahr 1901. Es kam bei dieser Gelegenheit im Jahre 1553 ein zweistöckiger Archivbau hinzu, der mit stabilen Eisentüren ausgerüstet war. Eine weitere Etage wurde 1863 hinzugefügt.

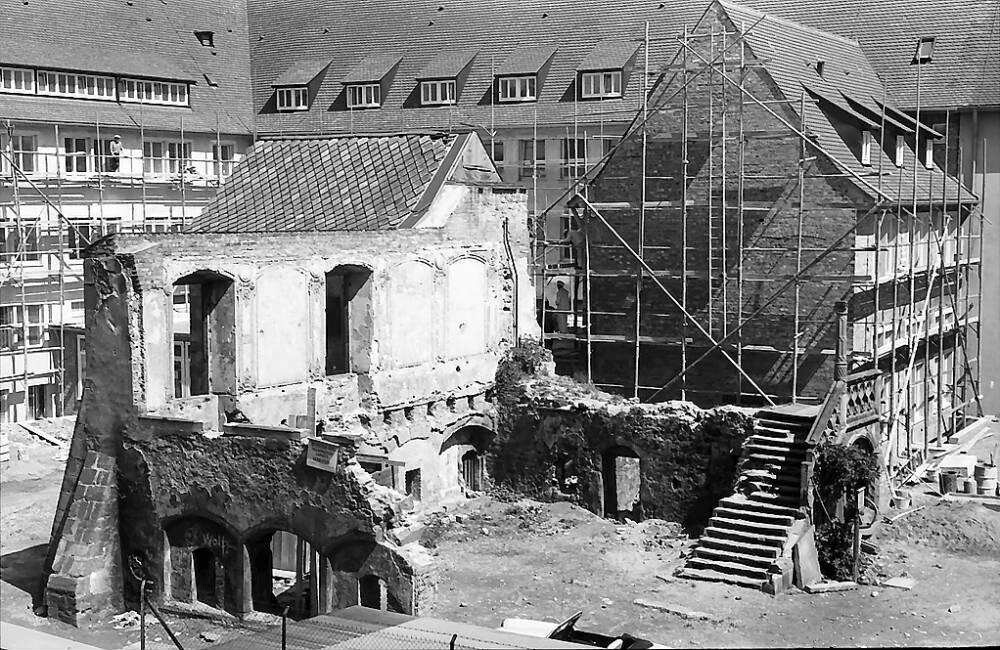
Ruine der Gerichtslaube (1958)

Die Gerichtslaube wurde beim Luftangriff von 1944 nahezu bis auf die Grundmauern zerstört, es blieben nur Teile der Zugangstreppe und der Westwand erhalten, der Archivanbau inklusive der Einrichtung von 1553 blieb nahezu unversehrt. Ab 1961 wurde der Wiederaufbau durch das „Kuratorium Gerichtslaube“ einer Bürgerinitiative betrieben und im März 1975 konnte die Rekonstruktion nach Plänen des Architekten Gregor Schroeder begonnen werden. Nach dem Richtfest im Dezember 1975 wurde sie im Juni 1979 feierlich eingeweiht.
Der obere Saal ist eine Rekonstruktion des Bauzustandes von 1551, er hat eine Balkendecke, die leicht gewölbt ist und große Unterzugbalken aus Eiche. Die Fenster sind mit Entlastungsbögen umfangen, an der Westseite mit den erhaltenen Originalen ohne Bemalung, an der Ostseite mit Neuschaffungen die den Originalen an der Westseite nachempfunden und prächtig bemalt wurden. Die Fenster von Hans Reichle haben eine Farbverglasung mit den Wappen und Patronen der Zünfte.
Der untere Saal hat eine hölzerne Flachdecke. Die Decke ist mit Schnitzereien von Spielkartensymbolen verziert. Die Fenster wurden nach Entwürfen von Hans Reichle gefertigt und zeigen an der Südwand den Reichsadler und die Wappen der Fürsten, die am Reichstag in Freiburg teilnahmen.
Eine weitere Besonderheit gibt es auch hier: am 24. August 1498 hatte König Maximilian I. auf dem Freiburger Reichstag ein Wein-Reinheitsgebot erlassen, welches älter ist als das bekannte Reinheitsgebot für Bier vom 23. April 1516.

## Technisches Rathaus

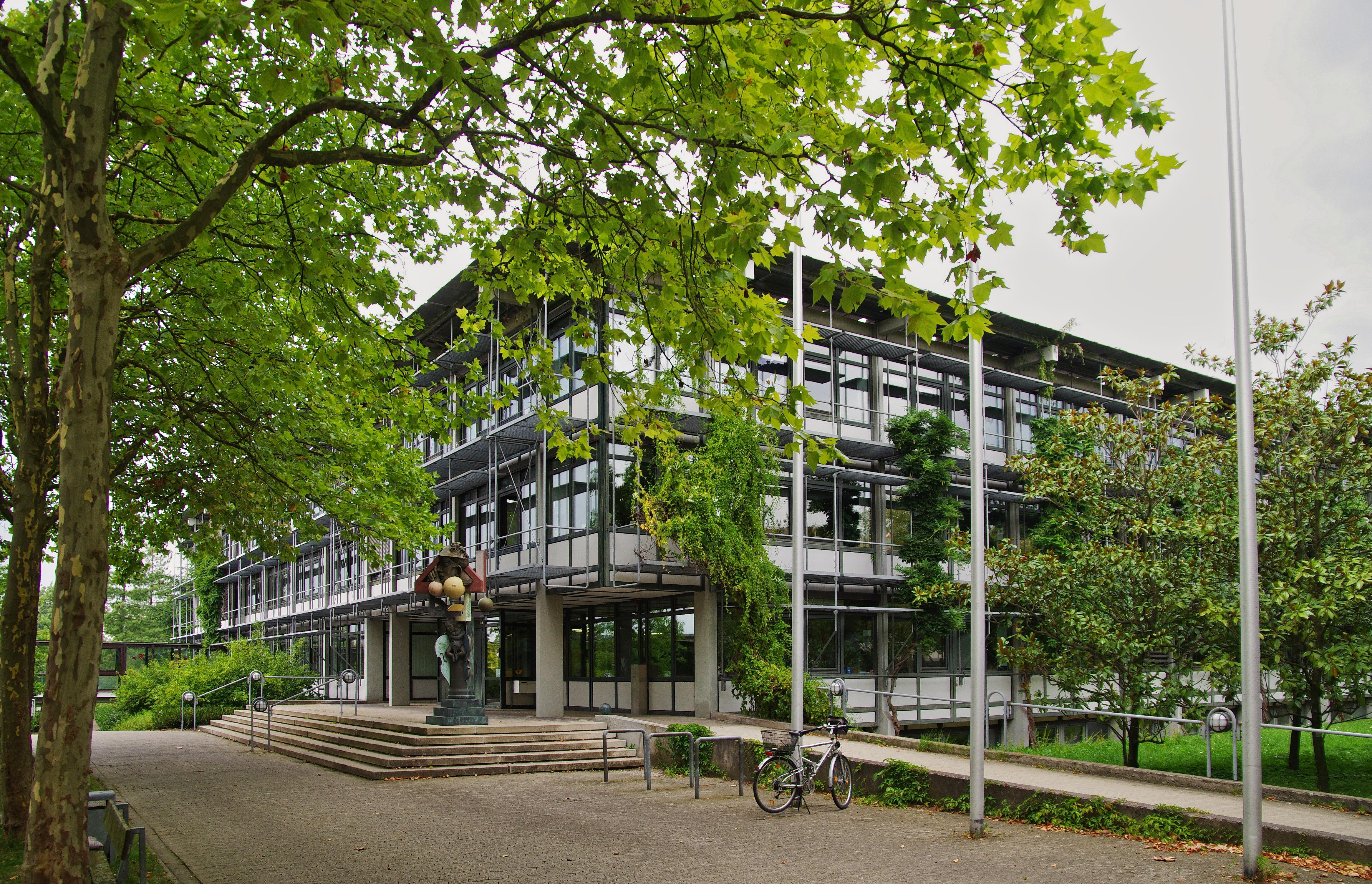
Das mehrstöckige Gebäude von 1980

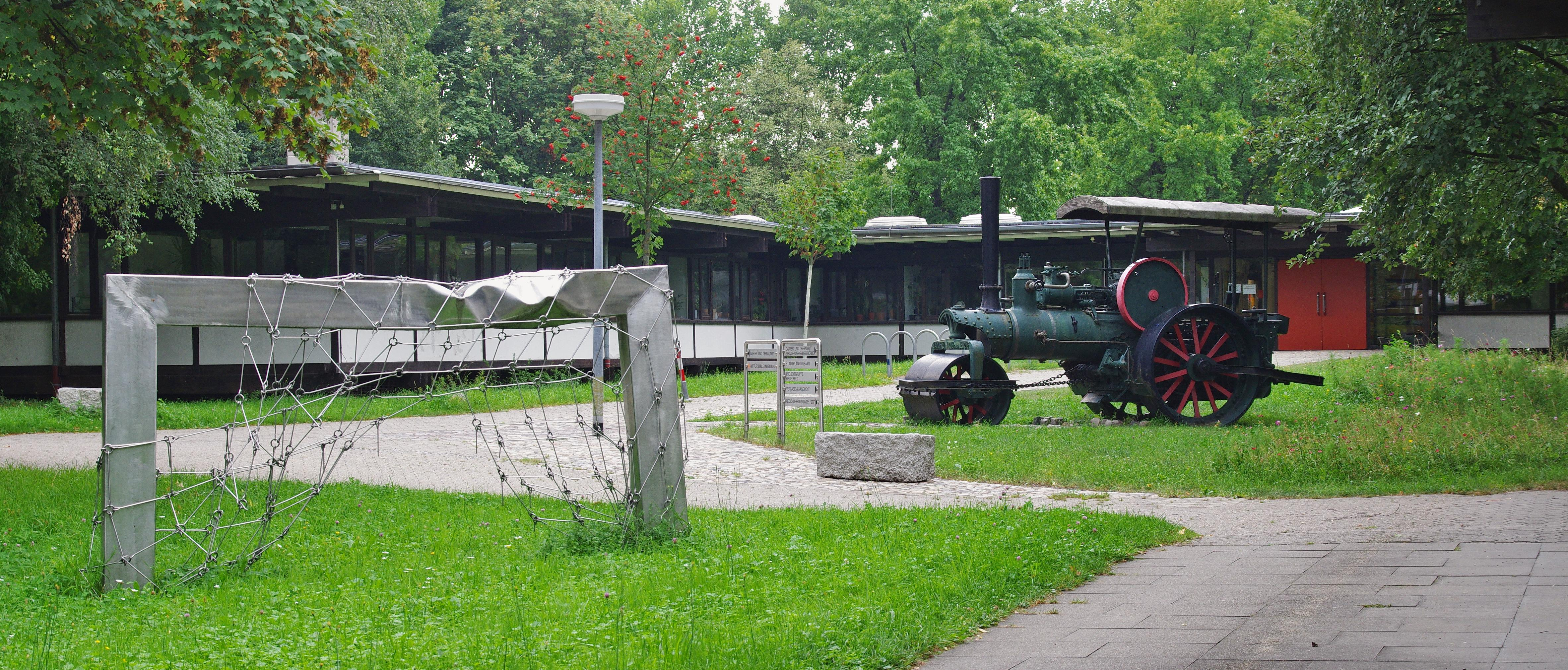
Die früheren Fachwerkbauten von 1971 mit Kunst am Bau

Das Technische Rathaus ▼ bestand aus einem pavillonartigen, einstöckigen Fachwerkbau von 1971, der inzwischen abgerissen wurde. Dort befand sich u. a. die städtische Bauverwaltung. Ein mehrgeschossiger Bau kam in den achtziger Jahren hinzu und steht derzeit noch neben dem Neubau. Die Pavillons waren nicht mehr sanierungsfähig. Im Juli 2011 wurde ein Gutachten veröffentlicht, das von Neubaukosten in Höhe von 13 Millionen Euro ausgeht. Es ergab zudem, dass es preiswerter für die Stadt sei, ein neues Technisches Rathaus zu bauen, das sämtliche Ämter von mehreren Standorten aufnehmen kann.

## Rathaus im Stühlinger

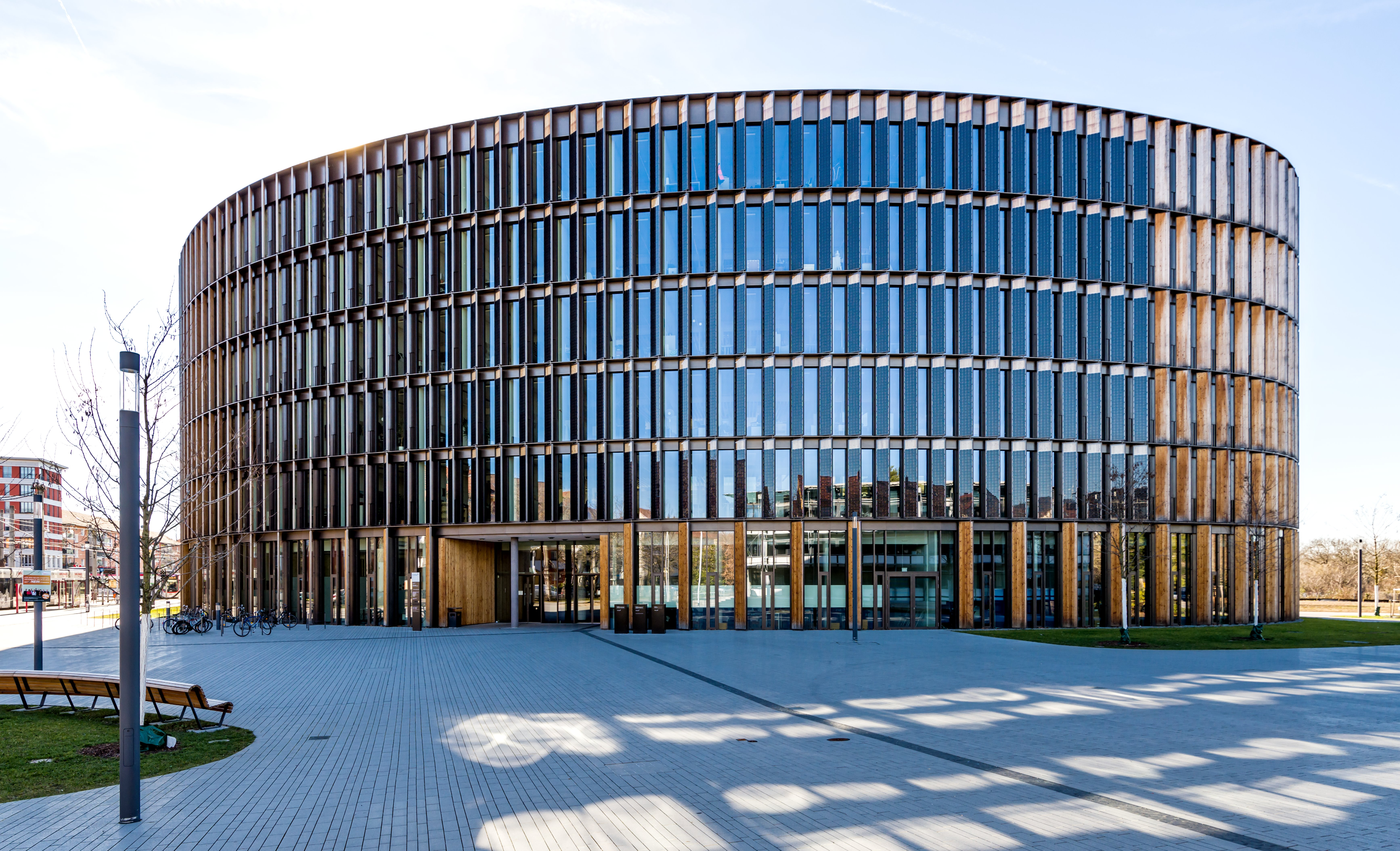
1. Neubau des Rathauses im Stühlinger

Am 22. Mai 2012 beschloss der Gemeinderat den Neubau eines Rathauses auf dem Areal des Technischen Rathauses. Die geplanten Gebäude sollten einen großen Teil der zuvor im Stadtgebiet verteilten städtischen Ämter und Dienststellen aufnehmen und in drei Abschnitten errichtet werden: der erste von 2014 bis 2017, der zweite 2019 und der letzte 2022. Der Name der Neuanlage ist „Rathaus im Stühlinger“.▼ Auch die Bezeichnung der Stadtbahnhaltestelle wurde angepasst. Bestandteile des Rathauses sollen auch ein großer mehrfach nutzbarer Veranstaltungsraum und eine Kindertagesstätte sein. Den Architekturwettbewerb gewann Christoph Ingenhoven. Der erste Bauabschnitt sollte ursprünglich nach dem Willen des Gemeinderats bei 60 Millionen gedeckelt sein, die Kosten sollten durch eine externe Institution überwacht werden.
Das erste Gebäude ist inzwischen fertiggestellt. Neun Monate nach Grundsteinlegung gab es Ende 2016 das Richtfest. Aufgrund „technischer und organisatorischer Probleme der beteiligten Firmen und Planer“ verzögerte sich die Fertigstellung um ein Jahr. Im Juni 2017 wurde bekannt, dass der Bau teurer als die veranschlagten 80 Millionen Euro wird. Voraussichtlich um 5,4 Millionen Euro, aber die Stadt will die Mehrkosten zurückverlangen. Der Gemeinderat billigte einen zusätzlichen Kreditrahmen von acht Millionen Euro. Ende Juli 2017 zogen die ersten 600 städtischen Bediensteten in den Neubau. Das Bürgerservicezentrum öffnete am 21. November 2017. Inzwischen arbeiten dort 840 Bedienstete von früher 16 Standorten der Stadt. Auch die zugehörige Kindertagesstätte▼ gehört mit zu dem Ensemble. Die zentrale Eingangshalle ziert eine über vierzig Meter lange Glasarbeit „Limon“ der Künstlerin Schirin Kretschmann. Seit Mitte Februar 2019 gibt es in diesem Gebäude freies WLAN.

### Auszeichnungen
Das „Rathaus im Stühlinger“ ist am 7. Dezember 2018 in Düsseldorf mit dem Deutschen Nachhaltigkeitspreis in der Kategorie „Nachhaltiges Bauen“ ausgezeichnet worden. Es sei „das erste öffentliche Gebäude der Welt, welches mehr Energie erzeugt als es verbraucht“ hieß es da. 2021 sagte das Fraunhofer-Instituts für Solare Energiesysteme ISE, dass das Gebäude fast genauso viel Energie produziere, wie es selbst verbrauche, und damit als „Nullenergiehaus“ gelte. Fünf Prozent der Energie können nicht lokal erzeugt werden. Außerdem erhielt die Stadt den Ehrenpreis der Iconic Awards 2019 „Architects´ Client of the Year“ für ihr Rathaus im Stühlinger. 2020 wurde das Rathaus mit dem Deutschen Solarpreis als das „europaweit größte öffentliche Netto-Nullenergie-Gebäude“ in der Kategorie „Solare Architektur und Stadtentwicklung“ ausgezeichnet, was Messungen des Fraunhofer ISE belegen.
Der Bau wurde mit der Hugo-Häring-Auszeichnung 2020 versehen.

### Ausbaupläne
Am 27. Juli 2021 beschloss der Gemeinderat den zweiten Bauabschnitt, ein ähnlich ovales Gebäude westlich des 2017 fertig gestellten Neubaus. Mehrere Fraktionen wehren sich gegen einen Verkauf der historischen Karlskaserne. Die Bauarbeiten begannen 2024 und sollen Ende 2026 abgeschlossen sein.
Nördlich auf dem bislang bestehenden Parkplatz soll außerdem in einem dritten Bauabschnitt ein von der Stadt und dem Landkreis Breisgau-Hochschwarzwald gemeinsam genutztes Gebäude entstehen.

### Anbindung
Die Straßenbahnlinien 1 nach Landwasser, 2 zur Hornusstraße in Zähringen, 3 zur Haid und 4 zur Messe halten direkt am Rathaus im Stühlinger.
Am Rathaus befindet sich eine Station des Fahrradverleihsystems Frelo. Das Rathaus befindet sich zwischen dem Güterbahnradweg FR 2 und dem FR 3 entlang der Eschholzstraße sowie zwischen FR 4 und FR 5.